# Osteotomía de Hintermann
La osteotomía de Hintermann es uno de los tratamientos quirúrgicos para el pie plano del adulto. El tratamiento inicial del pie plano sintomático consiste en el reposo, cambio del tipo de calzado y utilización de plantillas a medida. Cuando ello no es suficiente para aliviar el dolor, se considera realizar algún tipo de cirugía. Existen diversos grados de pie plano, y la osteotomía de Hintermann es el tratamiento indicado para casos de pies planos flexibles grado II.

## Diseño de la técnica quirúrgica
La técnica fue diseñada por el profesor Beat Hintermann del Hospital Cantonal de Baselland (Suiza). En el pie plano flexible existe una deformidad del retropie en valgo provocada por la alteración de la posición de la articulación entre el astrágalo, el calcáneo y el escafoides. El astrágalo se abduce y se plantariza. El tratamiento se basa en la corrección de esta deformidad. La corrección se puede lograr mediante el alargamiento de la columna externa del pie, aumentando la longitud del calcáneo pero exclusivamente su borde lateral. Así se consigues levantar la cabeza del astrágalo y abducirlo hacia una posición más adecuada que reduzca el dolor.

## Indicaciones quirúrgicas

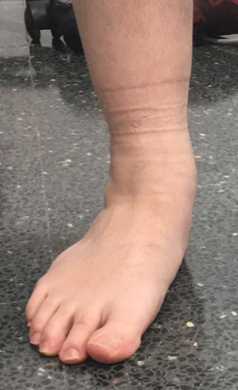
Pie plano valgo.

La cirugía se ha de realizar en pacientes con dolor que no han mejorado con tratamiento adecuado y al menos 3 a 6 meses desde el inicio de los síntomas. Se evalúa la reductibilidad de la deformidad y la ausencia de artrosis. Si no se cumplen estas premisas entonces se opta por una doble o triple artrodesis del pie.

## Técnica quirúrgica

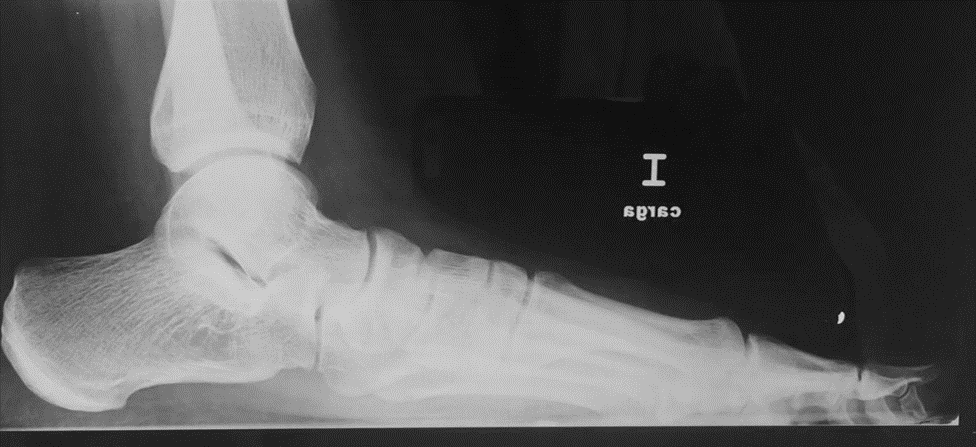
Radiografía de perfil pie plano valgo

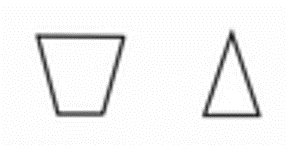
Forma del injerto

Mediante una vía de abordaje lateral se accede al seno del tarso. Se realiza una osteotomía vertical del calcáneo a nivel del seno del tarso sin romper la cortical medial que se utiliza como bisagra para evitar una inestabilización de la osteotomía. Mediante un separador interlaminar o de Hintermann se separa la osteotomía y se interpone un injerto óseo del paciente o de banco. También se pueden utilizar cuñas de titanio en lugar de un injerto óseo. Lo más importante es la forma que tendrá la pieza que interponemos en la osteotomía. En el plano lateral tiene que ser un trapezoide con mayor longitud en la base plantar que en la dorsal, con lo que conseguiremos aumentar el arco plantar del pie. En el plano axial tiene que ser triangular con la base lateral para poder corregir el abducto del antepié. Una vez colocado el injerto se lo estabiliza mediante un tornillo de osteosíntesis.Vídeo-Técnica

## Diferencias con otras técnicas
Existen otras osteotomías para el tratamiento del pie plano flexible siendo las más utilizadas la osteotomía de medialización del calcáneo o Koutsogiannis y la osteomía de Evans. Respecto a la osteotomía de medialización, la de Hintermann consigue una corrección de más grados aunque es más agresiva. Entonces para deformidades leves se opta por la de medialización y para casos más severos la de Hintermann. La Evans y la Hintermann solo se diferencian en el nivel de la osteotomía, ya que en la de Evans es más distal justo antes de la articulación calcáneo-cuboidea. A nivel de resultados no existen diferencias significativas entre las técnicas de Evans y la de Hintermann.